# 24ª Brigata meccanizzata "Re Danilo"
La 24ª Brigata meccanizzata autonoma "Re Danilo" (in ucraino 24-та окрема механізована бригада імені короля Данила?, 24-ta okrema mechanizovana bryhada imeni Korolja Danyla, unità militare A0998) è un'unità di fanteria meccanizzata delle Forze terrestri ucraine, subordinata al Comando operativo "Ovest" e con base a Javoriv.

## Storia

### Unione Sovietica
Le origini della brigata, la più antica in servizio nell'esercito ucraino, risalgono alla 1ª Divisione di fanteria "Simbirsk", costituita per ordine del Consiglio militare rivoluzionario il 26 luglio 1918 sotto il comando di Gaja Gaj. Nel novembre dello stesso anno venne ribattezzata 24ª Divisione fucilieri, e prese parte alla guerra civile russa combattendo nella regione del Volga, degli Urali meridionali, in Polesia e Volinia, guadagnandosi il soprannome di "Divisione di ferro". Fra le file della divisione combatté, come comandante di reggimento, il futuro generale dell'Armata Rossa Maksim Purkaev.
Nel 1939 venne schierata contro la Finlandia nella guerra d'inverno, partecipando allo sfondamento della linea Mannerheim nel 1940. Prese parte ai combattimenti contro la Wehrmacht fin dai primi giorni dell'operazione Barbarossa, partecipando alla difesa di Kiev e venendo circondata e distrutta nei dintorni di Minsk, e sciolta quindi ufficialmente il 27 dicembre 1941. Il 7 gennaio 1942 venne ricostituita, rinominando la 412ª Divisione fucilieri, e venne impiegata nella battaglia di Stalingrado, l'offensiva di Žytomyr-Berdyčiv, la battaglia di Tarnopol, l'offensiva Leopoli-Sandomierz e l'offensiva di Praga. Terminò le operazioni militari il 24 giugno 1945. Un plotone della divisione partecipò alla parata della vittoria di Mosca del 1945. Il 10 luglio 1945 l'unità venne sciolta e il suo numero assegnato alla 294ª Divisione fucilieri. Nel 1957 la divisione venne trasformata nella 24ª Divisione fucilieri motorizzata e schierata a Javoriv, nell'Ucraina occidentale. Nel corso della guerra venne insignita dell'Ordine della Rivoluzione d'Ottobre, dell'Ordine della Bandiera Rossa (per tre volte), dell'Ordine di Suvorov e dell'Ordine di Bogdan Chmel'nyc'kyj.

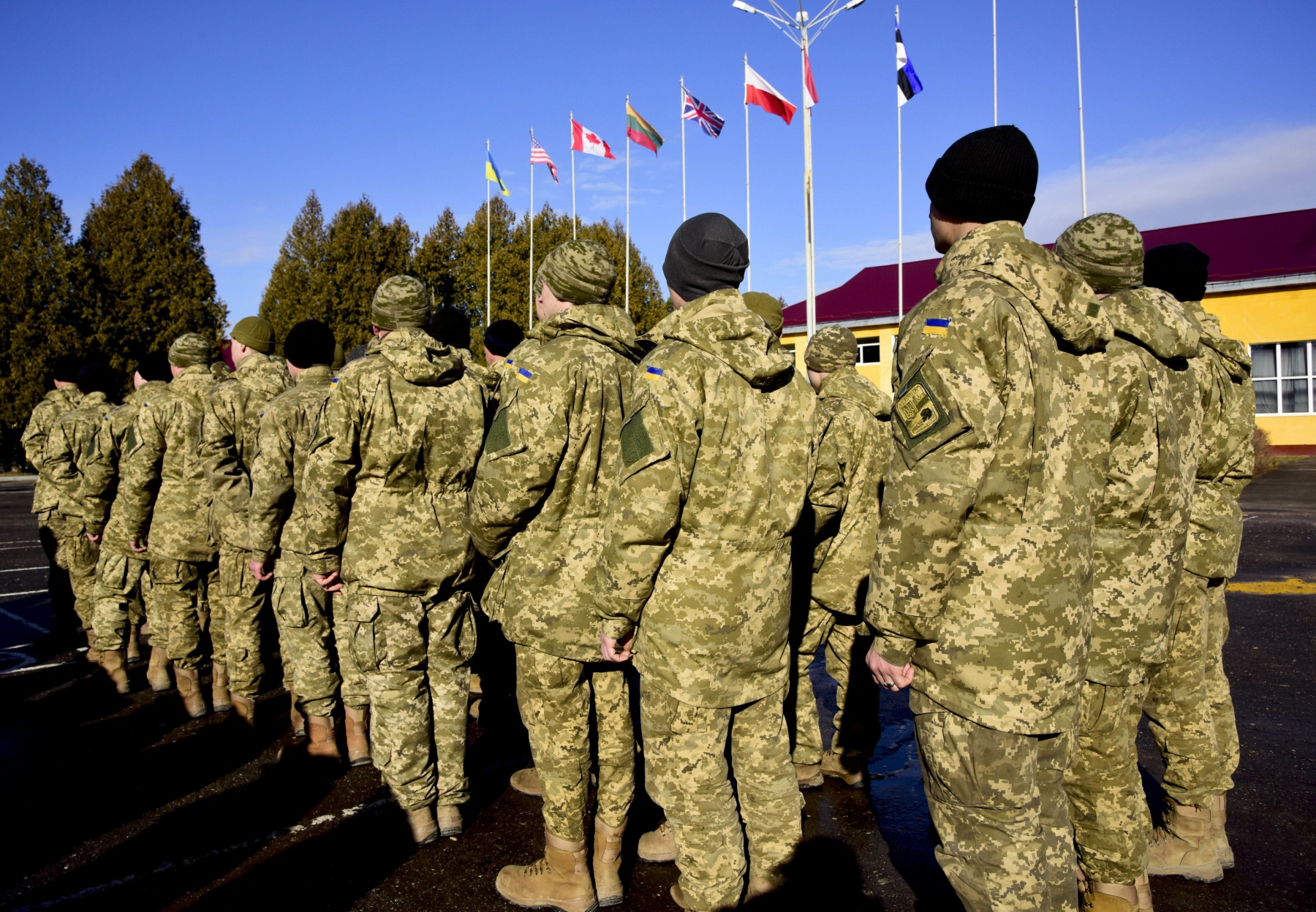
Soldati del 1º Battaglione al termine dell'esercitazione Fearless Guardian II, 12 febbraio 2016

### Ucraina
In seguito allo scioglimento dell'Unione Sovietica, la divisione passò sotto il controllo delle Forze armate ucraine. Il 19 aprile 2001 venne ufficialmente dedicata a Danilo di Galizia. Il 1º settembre 2003 venne riorganizzata, diventando la 24ª Brigata meccanizzata.
A partire dal 2014 ha preso parte alla guerra in Donbass, arrivando a subire 152 perdite al dicembre 2019. Nello stesso anno le venne aggregato il 3º Battaglione di difesa territoriale "Volontà" di Leopoli, riformato in battaglione motorizzato. Nel febbraio 2016 il 1º Battaglione della brigata ha condotto esercitazioni con istruttori statunitensi, canadesi e lituani presso Leopoli. Il 10 novembre 2017 ha adottato il motto "Milites Regum" (in latino: "Soldati del Re"), che si trova anche nello stemma dell'unità.

#### Guerra russo-ucraina
All'inizio dell'invasione russa dell'Ucraina del 2022 la brigata si trovava schierata nell'oblast' di Luhans'k, più precisamente lungo le fortificazioni fra Popasna e Zolote. Le truppe nemiche, guidate in particolare dal Gruppo Wagner, hanno lanciato un'importante offensiva nella regione a partire da aprile, colpendo duramente proprio le posizioni della brigata intorno a Popasna; la città è risultata completamente distrutta in seguito ai durissimi combattimenti. La brigata ha sostenuto quasi da sola l'offensiva russa su questo punto, subendo gravi perdite ma ripiegando in buon ordine evitando l'accerchiamento. Per questa azione il 3 maggio 2022 il comandante della brigata, colonnello Roman Mamavko, ha ottenuto il titolo di Eroe dell'Ucraina. Tre giorni più tardi, in occasione della Giornata della Fanteria, l'unità è stata insignita del titolo onorifico "Per il Valore e il Coraggio" da parte del presidente ucraino Volodymyr Zelens'kyj. Dopo essersi ritirata verso nordovest ha preso parte alla battaglia di Sjevjerodonec'k, dove il 4 giugno è morto in combattimento un comandante di battaglione della brigata, tenente colonnello Maksym Hrebennyk. Il 6 giugno il presidente ucraino Zelens'kyj ha visitato i reparti della brigata, ringraziando il personale per il suo servizio. Alla fine di giugno ha nuovamente sostenuto una dura battaglia presso Hirs'ke, venendo costretta ad abbandonare la posizione a causa degli attacchi del 218º Reggimento corazzato russo. A luglio è stata ritirata dalla prima linea per ripristinare le perdite subite in quasi cinque mesi di scontri ininterrotti. In questo periodo ha ricevuto in dotazione un certo quantitativo di veicoli da combattimento BVP M80 provenienti dalla Slovenia, e le è stato assegnato il 46º Battaglione fucilieri.
In autunno è stata nuovamente schierata al fronte, in particolare a difesa dell'area fra Bachmut e Soledar, principale punto di pressione russo nell'intera Ucraina. Ha sostituito la 93ª Brigata meccanizzata "Cholodnyj Jar", spostata nelle retrovie dopo oltre due mesi di duri combattimenti. Fra il 5 e il 7 gennaio 2023 è stata investita dall'offensiva condotta dal Gruppo Wagner e dall'esercito russo proprio in questo settore, dovendosi ritirare verso Krasna Hora prima che un contrattacco condotto dalla 46ª Brigata aeromobile e dalla 4ª Brigata corazzata stabilizzasse la situazione. Fra aprile e maggio è stata impiegata insieme alla 3ª Brigata d'assalto "Azov" a protezione del fianco meridionale di Bachmut, difendendo in particolare la strada attraverso Ivanivs'ke. A partire dalla seconda metà di giugno è stata schierata a Časiv Jar per contribuire alla difesa della città. Nel luglio 2024, in seguito alla legge ucraina che ha permesso ad alcune categorie di detenuti di prestare volontariamente servizio nell'esercito, la 24ª Brigata meccanizzata è stata una delle unità ad integrarne un certo numero nei propri ranghi, costituendo il Battaglione "Charakternyky" composto da circa 400 soldati. Fra agosto e settembre ha difeso con successo Časiv Jar dai tentativi della 98ª Divisione aviotrasportata di stabilire una testa di ponte a ovest del canale Donec-Donbass. All'inizio di febbraio 2025 il Battaglione droni "Raroh" della brigata è stato espanso, diventando il 427º Reggimento sistemi senza pilota.

## Struttura
- Comando di brigata[31]
- 1º Battaglione meccanizzato
- 2º Battaglione meccanizzato
- 3º Battaglione meccanizzato "Iron Bulls"
- 3º Battaglione fanteria motorizzata "Volontà" (Leopoli, unità militare А3414)[32]
- 1º Battaglione fucilieri
- 2º Battaglione fucilieri
- 46º Battaglione fucilieri (unità militare А4804)[33]
- Battaglione fucilieri speciale "Charakternyky"
- Battaglione corazzato (T-72)
- Battaglione sistemi senza pilota "Ares"
- Gruppo d'artiglieria
  - Batteria acquisizione obiettivi
  - Battaglione artiglieria semovente (2S3 Akatsiya e M109L)
  - Battaglione artiglieria semovente (2S1 Gvozdika)
  - Battaglione artiglieria lanciarazzi (BM-21 Grad)
  - Battaglione artiglieria controcarri (MT-12 Rapira)
- Battaglione artiglieria missilistica contraerei (2K22 Tunguska e 9K35 Strela-10)
- Battaglione genio
- Battaglione manutenzione
- Battaglione logistico
- Compagnia ricognizione (BRDM-2)
- Compagnia cecchini
- Compagnia guerra elettronica
- Compagnia comunicazioni
- Compagnia radar
- Compagnia difesa NBC
- Compagnia medica

## Comandanti

### Unione Sovietica
- Komdiv Gaja Gaj (1918)
- Komdiv Vasilij Pavlovskij (1918 - 1920)
- Komdiv Michail Muretov (1920 - 1921)
- Komdiv Aleksandr Osadčij (1921 - 1923)
- Komdiv Vladimir Popov (1923 - 1924)
- Komdiv Evgenij Danenberg (1924 - 1931)
- Komdiv Dmitrij Korolev (1931 - 1937)
- Kombrig Vasilij Vasil'ev (1937 - 1938)
- Kombrig Pëtr Veščev (1938 - 1939) †[34]
- Maggior generale Kuz'ma Galic'kij (1939 - 1941)
- Maggior generale Terentij Bacanov (1941) †[35]
- Maggior generale Fëdor Prochorov (1941 - 1950)
- Maggior generale Michail Beloskurskij (1950 - 1954)
- Maggior generale Aleksandr Koz'min (1954 - 1958)
- Maggior generale Nikolaj Zav'jalov (1958 - 1960)
- Maggior generale Stepan Samarkin (1960 - 1965)
- Maggior generale Grigorij Jaškin (1965 - 1969)
- Maggior generale Michail Bukštynovič (1969 - 1973)
- Maggior generale Konstantin Kočetov (1973 - 11975)
- Maggior generale Igor' Rodionov (1975 - 1978)
- Maggior generale Aleksej Rodionov (1978 - 1981)
- Maggior generale Anatolij Lipanov (1981 - 1984)
- Maggior generale Aleksandr Baranov (1984 - 1987)
- Maggior generale Nikolaj Lyskin (1987 - 1991)

### Ucraina
- Colonnello Sergej Četverov (1991 - 1992)
- Maggior generale Valentyn Tymko (1992 - 1994)
- Maggior generale Mykola Petruk (1994 - 1996)
- Colonnello Vasil Maljuch (1996 - 1997)
- Colonnello Mychajlo Kucyn (1997 - 1999)
- Colonnello Volodymyr Mysil'ov (1999 - 2001)
- Maggior generale Jurij Boryskin (2001 - 2002)
- Colonnello Ihor Ostapenko (2002 - 2003)
- Tenente colonnello Oleksij Železnyk (2003 - 2004)
- Tenente colonnello Lendar Charachalil' (2004 - 2007)
- Colonnello Volodymyr Trunovs'kyj (luglio 2007 - ottobre 2010)
- Colonnello Oleksandr Pavljuk (settembre 2010 - febbraio 2015)[36]
- Colonnello Anatolij Ševčenko (febbraio 2015 - novembre 2017)[37]
- Colonnello Valerij Hudz' (novembre 2017 - agosto 2020)[38]
- Colonnello Serhij Postupal's'kyj (ottobre 2020 - marzo 2022)[39]
- Colonnello Roman Mamavko (marzo 2022 - settembre 2022)[40]
- Colonnello Ivan Holiševs'kyj (settembre 2022 - agosto 2024)[41]
- Colonnello Serhij Mazorčuk (agosto 2024 - marzo 2025)[42]
- Colonnello Maksym Lisnyčyj (marzo 2025 - in carica)[43]